# Gustavo Conforti
Gustavo Conforti (Firenze, 5 agosto 1879 – Firenze, 25 dicembre 1975) è stato un attore italiano, attivo nel teatro, al cinema e in televisione.

## Biografia
Dopo il diploma alla scuola di recitazione diretta da Luigi Rasi, nel 1906 inizia una lunghissima carriera teatrale nella Compagnia Bolognesi-Pirovano, con la quale compie una tournée in Sud America. In seguito recita, tra gli altri, con Letizia Quaranta, Dina Galli, Armando Falconi, Olga Vittoria Gentilli e Aldo Silvani. Negli anni '20 recita con Luigi Carini, Vittorio De Sica e Giuditta Rissone. Attivissimo in radio, dove partecipa a molti lavori di prosa, dal 1955 al 1966 apparve anche sul piccolo schermo in quattro sceneggiati. Sul grande schermo iniziò la carriera nel 1910, a 31 anni, durante il periodo muto, con Francesca da Rimini, tratto dal dramma omonimo di Gabriele D'Annunzio, diretto da Ugo Falena, con Francesca Bertini.  Nel periodo sonoro partecipa come caratterista a dieci pellicole dal 1934 al 1955. Nel 1970, in occasione della centesima recita con la Compagnia di Diego Fabbri dà l'addio definitivo al palcoscenico, ricevendo un premio alla carriera. Era sposato con il soprano leggero Egle Dainelli ed era il fratello di Giovanni, anche lui attore caratterista attivo in teatro, cinema e televisione. Muore all'età di 96 anni.

## Filmografia

### Cinema
- Francesca da Rimini, regia di Ugo Falena (1910)
- Villafranca, regia di Giovacchino Forzano (1934)
- Lorenzino de' Medici, regia di Guido Brignone (1935)
- Passaporto rosso, regia di Guido Brignone (1935)
- Freccia d'oro, regia di Corrado D'Errico e Piero Ballerini (1935)
- Ginevra degli Almieri, regia di Guido Brignone (1935)
- Scipione l'Africano, regia di Carmine Gallone (1937)
- Giuseppe Verdi, regia di Carmine Gallone (1938)
- Un uomo ritorna, regia di Max Neufeld (1946)
- La domenica della buona gente, regia di Anton Giulio Majano (1953)
- La rivale, regia di Anton Giulio Majano (1955)

### Televisione
- Piccole donne, regia di Anton Giulio Majano - miniserie TV (1955)
- Jane Eyre, regia di Anton Giulio Majano - miniserie TV (1957)
- Questa sera parla Mark Twain, regia di Daniele D'Anza - miniserie TV (1965)
- Corruzione al Palazzo di giustizia, regia di Ottavio Spadaro - miniserie TV (1966)
- Storia di Pablo, regia di Sergio Velitti (1970)

## Prosa radiofonica Eiar
- Benedetta fra gli uomini, di Gian Capo, regia di Aldo Silvani, trasmessa il 15 marzo 1936
- Le due metà, di Guglielmo Zorzi, regia di Aldo Silvani, trasmessa il 14 novembre 1936
- Chiaro di luna in Olanda, commedia di Alessandro De Stefani, regia di Guglielmo Morandi, trasmessa il 2 gennaio 1939
- Risveglio, commedia di Eligio Possenti, regia di Guglielmo Morandi, trasmessa il 5 aprile 1940

## Prosa radiofonica Rai
- I due sergenti, di Théodore Baudouin d'Aubigny, regia di Alberto Casella, trasmessa il 10 febbraio 1953
- La gelosia, di Anton Francesco Grazzini, regia di Corrado Pavolini, trasmessa il 26 aprile 1957

## Prosa televisiva
- Storia di un uomo stanco, regia di Carlo Tamberlani e Piero Turchetti, trasmessa il 16 dicembre 1955